# Cal Fuster (les Pallargues)
Cal Fuster és un edifici del poble de les Pallargues, al municipi dels Plans de Sió (Segarra) que forma part de l'Inventari del Patrimoni Arquitectònic de Catalunya. És una casa situada al carrer de l'Església, fent cantonada amb el carrer Prat de la Riba.

## Descripció
Tot i que l'entrada principal està situada al carrer de l'Església, com a element destacable, cal mencionar la façana que dona al carrer Prat de la Riba, davant el castell de les Pallargues amb planta baixa i dues plantes superiors, i coberta a dues aigües. Aquesta façana està realitzada amb paredat estucat a la planta baixa, i amb paredat i aplacat de pedra pintat a les plantes superiors, destacant unes amples motllures decoratives realitzades amb rajoles de fang pintades. A la planta baixa trobem tres finestres, una de central de majors dimensions i dues de laterals de menors dimensions, totes elles cobertes per reixes de ferro forjat.
A la primera planta trobem la presència d'un balcó corregut, amb tres obertures a l'exterior, del qual s'ha de destacar el treball decoratiu que presenta la barana, amb formes curvilínies. A la segona planta trobem tres finestres de mitjanes dimensions, possiblement corresponents a les golfes. Cal mencionar que totes les obertures d'aquesta façana estan decorades al seu voltant per una franja de maó pintat. Finalment al nivell de la coberta hi ha una cornisa que la ressegueix amb la presència de tres petits pinacles a la part central.